# Replicant (Betriebssystem)
Replicant ist ein freies Android-Custom-ROM, welches auf LineageOS basiert, im Gegensatz zu diesem jedoch darauf abzielt, alle proprietären Komponenten durch freie Komponenten zu ersetzen.
Replicant ist für verschiedene Smartphones und Tablets verfügbar. Das Betriebssystem wird von der Free Software Foundation gefördert und unterstützt. Der Name Replicant stammt von den fiktionalen Replicant-Androiden aus dem Film Blade Runner.

## Sicherheit
Im März 2014 fanden und beseitigten Replicant-Entwickler eine Android-Backdoor, die in vielen Samsung-Galaxy-Smartphones vorhanden war.

## Nutzungseinschränkungen
Da für einige Hardwarekomponenten eventuell keine freie Firmware verfügbar ist, stehen diese nicht oder nur über mehr oder weniger kurze Umwege zur Verfügung. Welche Funktionen bei einem mit Replicant lauffähigen Gerät unterstützt werden, wird vom Projekt übersichtlich dokumentiert.
Funktechnik
Sowohl WLAN als auch Bluetooth in den bisher (Stand August 2019) unterstützten Geräten benötigen proprietäre Firmware. Bluetooth ist unter Replicant nicht nutzbar. Allerdings ist es möglich, mit einem Wireless Adapter und der in Replicant integrierten App RepWifi WLAN zu nutzen. Dafür empfiehlt das Projekt die Nutzung von Wireless Adaptern mit bestimmten Versionen des Atheros-Chipsatzes AR9271, da diese sich mit freier Firmware betreiben lassen.
Grafik
Der Grafikprozessor aller bisher (Stand August 2019) unterstützten Geräte benötigt unfreie Software. Standardmäßig wird als Software-Renderer der Android software renderer verwendet, alternativ lässt sich dieser via ADB durch den Software Renderer LLVMpipe ersetzen, bzw. es lässt sich zwischen den beiden beliebig hin- und herwechseln.
Bei Nutzung des Android software renderers treten folgende Probleme auf bzw. können folgende Probleme auftreten:
- Das Auswählen des Panoramamodus sowie das Starten der Videoaufzeichnung in der Kamera-App bringt diese zum Abstürzen.
- Die Wiedergabe von Videos innerhalb eines Webbrowsers oder der Galerie-App wird aufgrund unfreier Codecs ebenfalls nicht unterstützt, ist jedoch mit dem VLC media player möglich, der dafür als App installiert werden muss.[15]
- Screenshots lassen sich nicht mit dem Gerät aufnehmen, jedoch kann  ein Screenshot bei einem an einen Computer angeschlossenen Gerät via ffmpeg und einem Script erstellt werden.[16]
- Als Hintergrundbilder lassen sich nur die vorgefertigten auswählen; für den Sperrbildschirm sind jedoch auch eigene Bilder konfigurierbar.
- Ist der Sperrbildschirm aktiviert, so sieht man gelegentlich kurz den Inhalt dahinter (geöffnete Apps o. ä.), wenn man das Gerät entsperrt (das geschieht auch mit LLVMpipe).
- Die Anzeige von Vorschaubildern der einzelnen aktiven Fenster ist nicht möglich.
- Das Wechseln zwischen Apps, Apps und dem App-Launcher und unterschiedlichen Ansichten innerhalb einer App ist manchmal langsam, wodurch das Gerät wirkt, als würde es nicht reagieren.
- Der App-Launcher Trebuchet stürzt manchmal ab, wenn man mit ihm Verzeichnisverknüpfungen auf dem Home-Screen aufruft (das kann auch mit LLVMpipe passieren).

## Geräte, auf denen Replicant lauffähig ist
Folgende Geräte werden offiziell unterstützt:
| Hersteller    | Geräteklasse   | Gerätename            | Modellkennung (x steht für ein beliebiges Zeichen) | Replicant Version | Codename                   |
| ------------- | -------------- | --------------------- | -------------------------------------------------- | ----------------- | -------------------------- |
| HTC           | Smartphone     | HTC Dream / HTC Magic | -                                                  | 2.2               | dream_sapphire             |
| HTC           | Smartphone     | Nexus One             | -                                                  | 2.3               | passion                    |
| Openmoko Inc. | Smartphone     | Neo GTA04             | -                                                  | 4.2               | gta04                      |
| Samsung       | Smartphone     | Galaxy Nexus          | (I9250)                                            | 6.0               | maguro                     |
| Samsung       | Smartphone     | Nexus S               | (I902x)                                            | 4.2               | crespo                     |
| Samsung       | Tabletcomputer | Galaxy Note 8.0       | (N51xx)                                            | 6.0               | n5100 (GSM), n5110 (Wi-Fi) |
| Samsung       | Smartphone     | Galaxy S              | (I9000)                                            | 4.2               | galaxysmtd                 |
| Samsung       | Smartphone     | Galaxy S II           | (I9100)                                            | 6.0               | galaxys2                   |
| Samsung       | Smartphone     | Galaxy S III          | (I9300)                                            | 6.0               | i9300                      |
| Samsung       | Smartphone     | Galaxy S III 4G       | (I9305)                                            | 6.0               | i9305                      |
| Samsung       | Tabletcomputer | Galaxy Tab 2 7.0      | (P31xx)                                            | 6.0               | p3100                      |
| Samsung       | Tabletcomputer | Galaxy Tab 2 10.1     | (P51xx)                                            | 6.0               | p5100                      |
| Samsung       | Smartphone     | Galaxy Note           | (N7000)                                            | 6.0               | n7000                      |
| Samsung       | Smartphone     | Galaxy Note 2         | (N7100)                                            | 6.0               | n7100                      |

Im Forum des Projekts berichten Nutzer auch von anderen Geräten, die mit Replicant funktionieren oder theoretisch funktionieren können.